# Mohammed Kazim Tabatabai Yazdi
Mohammed Kazim Tabatabai Yazdi (Muḥammad Kāẓim aṭ-Ṭabāṭabāʾī al-Yazdī; geboren ca. 1831 in Kasnū bei Yazd; gestorben 1919 in Huwaysh), auch Mohammed Kazem Yazdi usw., war ein schiitischer Geistlicher und einer der  Gegner der konstitutionellen Revolution im Iran.

## Leben
Er reiste nach Isfahan und dann nach Nadschaf im Jahr 1864, wo er unter Mirza Schirazi studierte. Nach dessen Tod begann er in Nadschaf zu lehren und wurde nach dem Tod von Akhund Chorasani 1911 einziger  Mardschaʿ. Im Unterschied zu den anderen irakischen Ulama war er gegen die Bewegung der Konstitutionellen Revolution im Iran. Er lebte in dem Dorf Huwaysh bei Nadschaf. Sein bekanntestes Buch ist ʿUrwa al-Wuthqā über Fiqh. Er war der Lehrer der Ajatollahs  Borudscherdi,  Husayn al-Chwansari und Husayn Qummi. Er ist in Nadschaf begraben.

## Hauptwerk
- ʿUrwa al-Wuthqā (über Fiqh)